# 格羅斯波因特肖爾斯
格羅斯波因特肖爾斯是一個位於美國密歇根州馬科姆縣及韋恩縣的城市。

## 人口
根據2020年美國人口普查的數據，該市的面積為49.41平方千米，當中陸地面積為2.88平方千米，而水域面積為46.53平方千米。當地共有人口2647人，而人口密度為每平方千米54人。